# Apple A6
Apple A6 — двухъядерный ARM-микропроцессор компании Apple из серии Apple Ax. Работает на частоте до 1,3 ГГц. Apple впервые использовала процессорное ядро полностью собственной разработки, а не лицензированный IP-блок из серии Cortex-A компании ARM. Содержит 1 млрд транзисторов в процессоре.

## Описание
По неофициальным данным, производится по 32-нм HKMG технологическому процессу на фабрикe компании Samsung Electronics.
Процессор A6 содержит два основных ядра предположительно с собственной микроархитектурой, разработанной компанией Apple, в которой использованы как элементы архитектуры ARM Cortex-A9, так и элементы более новой архитектуры Cortex-A15.
В системе на кристалле Apple A6 используется 3-х ядерный графический сопроцессор PowerVR модели SGX543MP3, разработанный компанией Imagination Technologies.
По данным anandtech, используется трехъядерный ускоритель SGX 543MP3 на частоте 266 МГц, с производительностью около 25,5 ГФлопс (12 SIMD устройств USSE2, по 4 MAD для single precision в каждом).

## История
По информации аналитика Linley Gwennap, в разработке процессора участвовали инженеры из компании P.A. Semi, которая была приобретена Apple за 278 миллионов долларов США в апреле 2008 года. Вскоре после покупки Apple тайно подписала с компанией ARM соглашение, разрешающее разрабатывать собственные микропроцессоры с архитектурой ARM. Разработка микроархитектуры процессора A6 была завершена в начале 2010 года, после чего начался этап физического дизайна. На этом этапе, вероятно, были вовлечены опытные инженеры из компании Intrinsity, приобретенной Apple в апреле 2010 года приблизительно за 120 миллионов долларов.
Общие затраты на разработку A6 оцениваются Linley в сумму порядка 100 миллионов долларов, не включая 400 миллионов, потраченных на покупку PA Semi и Intrinsity, и десятков миллионов долларов за лицензию на производство собственных ARM процессоров.

## Производительность
По заявлению компании Apple производительность Apple A6 вдвое выше производительности чипов предыдущего поколения A5, а также новый процессор имеет вдвое более мощное интегрированное видеоядро, и при этом его габариты уменьшены на 22 %.
16 сентября были опубликованы результаты теста geekbench 2 процессора A6. Общий результат равен 1601, для сравнения, у iPhone 4S (Apple A5, 800 MHz) он был равен 629, у iPad 3 (Apple A5X, 1 GHz) — 766.
По данным теста, в процессоре установлен кеш L1 для инструкций и данных по 32 КБ и кеш L2 размером 1 МБ.

## Применение
Устройства, использующие процессор Apple A6:
- iPhone 5 — сентябрь 2012 — сентябрь 2013;
- iPhone 5c — сентябрь 2013 — сентябрь 2015.